# Joan de Vicenza
Joan de Vicenza, o Giovanni Sordi o Giovanni Cacciafronte (Cremona, Llombardia, ca. 1125 - Vicenza, 16 de març de 1181) fou un abat benedictí, bisbe de Vicenza. Assassinat, és venerat com a màrtir i beat per l'Església catòlica.

## Biografia
Giovanni nasqué a Cremona cap al 1125, fill d'Evangelista Sordi i de Berta Persico, de noble origen; quan era petit, Giovanni Sordi perdé el pare i la seva mare es casà amb el noble Adamo Cacciafronte, que donà el seu cognom al fill. Fou ben educat, rebent formació per seguir la carrera eclesiàstica. Als setze anys ingressà al monestir benedictí de S. Lorenzo de Cremona; amb el temps anà destacant per la seva virtut i pietat.
Nomenat prior de San Vittore, priorat dependent de S. Lorenzo, fou després abat de l'abadia cremonesa. En el cisma provocat per l'elecció de l'antipapa Víctor IV (1159-1164), amb el suport de Frederic Barbaroja, en contra del papa Alexandre III (1159-1181), que tenia el suport de la Lliga Llombarda de Municipis, i que comportà la invasió de la Llombardia per les tropes imperials, l'abat Cacciafronte influí perquè Cremona es mantingués fidel al papa Alexandre. Això provocà que l'emperador l'enviés a l'exili i el papa el nomenés governador de la diòcesi de Màntua, sense que se sàpiga del cert si com a bisbe (el bisbe Graciador s'havia passat al partit imperial i reconeixia l'antipapa) o com a administrador apostòlic.
Després de la batalla de Legnano (29 de maig de 1176), on la Lliga Llombarda derrotà l'emperador, se signà la pau a Venècia (1179) i l'antipapa Calixt III fou deposat. El bisbe Graciador de Màntua, penedit, tornà a la seva seu de Màntua, en 1179, i Giovanni Cacciafronte de Sordi fou enviat a la seu de Vicenza com a bisbe. Només dos anys més tard, el 16 de març de 1181, el bisbe Cacciafronte fou mort per un tal Pietro, feudatari dels béns de l'església de Vicenza, i a qui el bisbe havia privat dels béns i havia excomunitat, a causa de les freqüents infraccions dels drets de l'Església que feia.

## Veneració
El cos del bisbe màrtir fou sebollit a la catedral de Vicenza i traslladat a una nova tomba en 1441.
El seu culte tradicional fou confirmat per Gregori XVI el 30 de març de 1824.